# Georgeta Pitică
Georgeta Pitică (nume după căsătorie: Strugaru; n. 5 iulie 1930, Fetești, Ialomița, România – d. 13 octombrie 2018, București, România) a fost o jucătoare internațională  română de tenis de masă și antrenoare.

## Cariera în tenis de masă
A câștigat trei medalii la Campionatele Mondiale; o medalie de aur⁠(d) la dublu cu Maria Alexandru și o medalie de bronz⁠(d) în 1961 la Campionatul Mondial de tenis de masă, urmată de o medalie de argint⁠(d) în proba pe echipe, în 1963, la Campionatul Mondial de tenis de masă.

## Distincții
În 1961 a fost distinsă cu titlul de Maestră emerită a sportului.
În 1961 a fost decorată cu Ordinul Meritul Muncii clasa a II-a, iar în 2000, cu Medalia Națională pentru Merit clasa a
III-a.